# Münchendorf
Münchendorf è un comune austriaco di 2 959 abitanti nel distretto di Mödling, in Bassa Austria. Tra il 1938 e il 1954 è stato accorpato alla città di Vienna.